# Château de Crèvecœur-en-Auge
Le château de Crèvecœur-en-Auge ou château de Crèvecœur est un ancien château fort, des XIe et XIIe siècles, restauré profondément en 1972, qui se dresse sur le territoire de la commune française de Crèvecœur-en-Auge, dans le département du Calvados, en région Normandie. L'ancien manoir est partiellement inscrit au titre des monuments historiques.

## Localisation
Le château est situé, en bordure de la RN 13, au nord-ouest de la commune de Crèvecœur-en-Auge, dans le département français du Calvados. Il avait pour rôle de commander la route de Caen.

## Historique
Un Jehan de Crève-Cœur est cité en 1195 dans un rôle de l'Échiquier de Normandie.
Le château, occupé par les Anglais pendant la guerre de Cent Ans, sera endommagé et reconstruit après 1448. Il avait été pris en 1417 par le duc de Clarence, et Henri V d'Angleterre l'avait confié à la garde de Thomas Kirkelay. C'est Dunois, qui après avoir libéré Falaise, reprit le château en 1448 lors du recouvrement de la Normandie par le roi de France. La forteresse fut ensuite la possession de la famille de Ferrières et passa par alliance à la famille de Montmorency à la suite du mariage d'Anne d'Aumont, fille de Françoise de Ferrières, avec Claude de Montmorency-Fosseux, lieutenant général de la marine et maître d'hôtel de François Ier.
C'est au château que l'évêque d'Évreux, Claude de Sainctes, demeura le reste de ses jours emprisonné et où il mourut, dit-on, empoisonné, en décembre 1591 à la suite de son arrestation par Henri IV. Conduit prisonnier à Caen devant le Parlement de Normandie, cette instance le condamne à mort comme coupable de haute trahison pour avoir approuvé l’assassinat d'Henri III, enseigné qu’on pouvait tuer son successeur et avoir excité les populations à la révolte pendant les guerres de la Ligue. Mais le cardinal de Bourbon et quelques autres prélats ayant intercédé en sa faveur, le roi commua sa peine en emprisonnement à perpétuité.
Plusieurs fois mis à sac et restauré, il fut abandonné et en grande partie démoli au XIXe siècle. À partir de 1972, on dégagea ses vestiges et il fut soigneusement restauré afin d'abriter un musée consacré à l'œuvre de Marcel et Conrad Schlumberger dans le domaine de la prospection pétrolière. Il est aujourd'hui la possession de la fondation Schlumberger.

## Description
Le château actuel, ancienne maison forte dont les parties les plus anciennes peuvent remonter à la fin du XIVe siècle, occupe un site fossoyé plus ancien. Ses abords pouvaient être plantés d'épineux afin d'en augmenter la défense.
Sur une motte entourée d'eau se dressent les vestiges des XIe et XIIe siècles de la forteresse médiévale[réf. nécessaire], enceintes et donjon carré de la fin du Moyen Âge et un logis dont l'étage est en pans de bois. Dans la basse-cour subsistent différents bâtiments : communs du XVIe siècle, un colombier carré de 1 500 boulins, une chapelle castrale des XIIe – XIIIe siècle.
La poterne d'entrée, classée aux monuments historiques, est un élément remonté qui provient du manoir de Beuvillers, situé dans les faubourgs industriels de Lisieux.

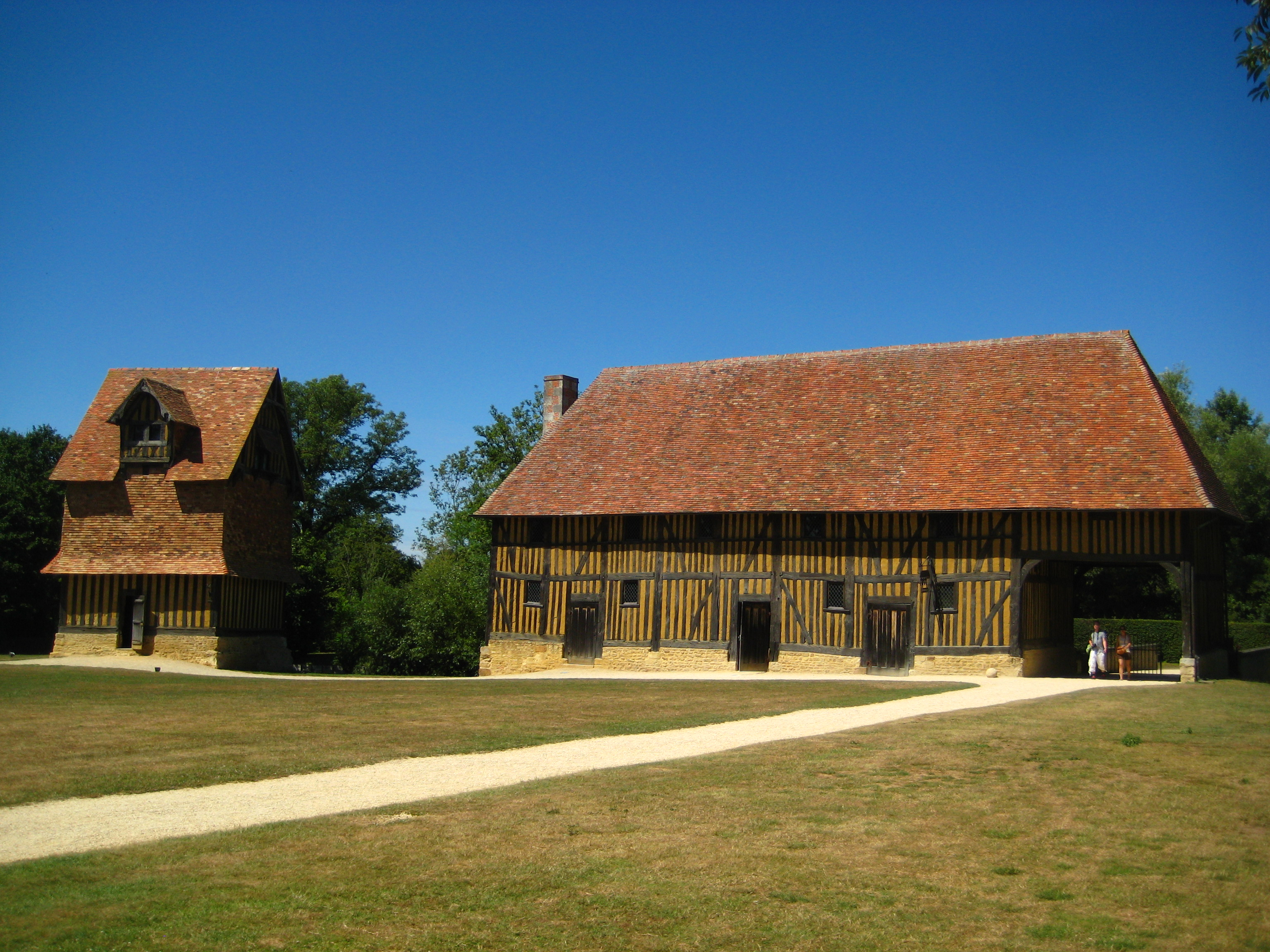
La ferme et le colombier.
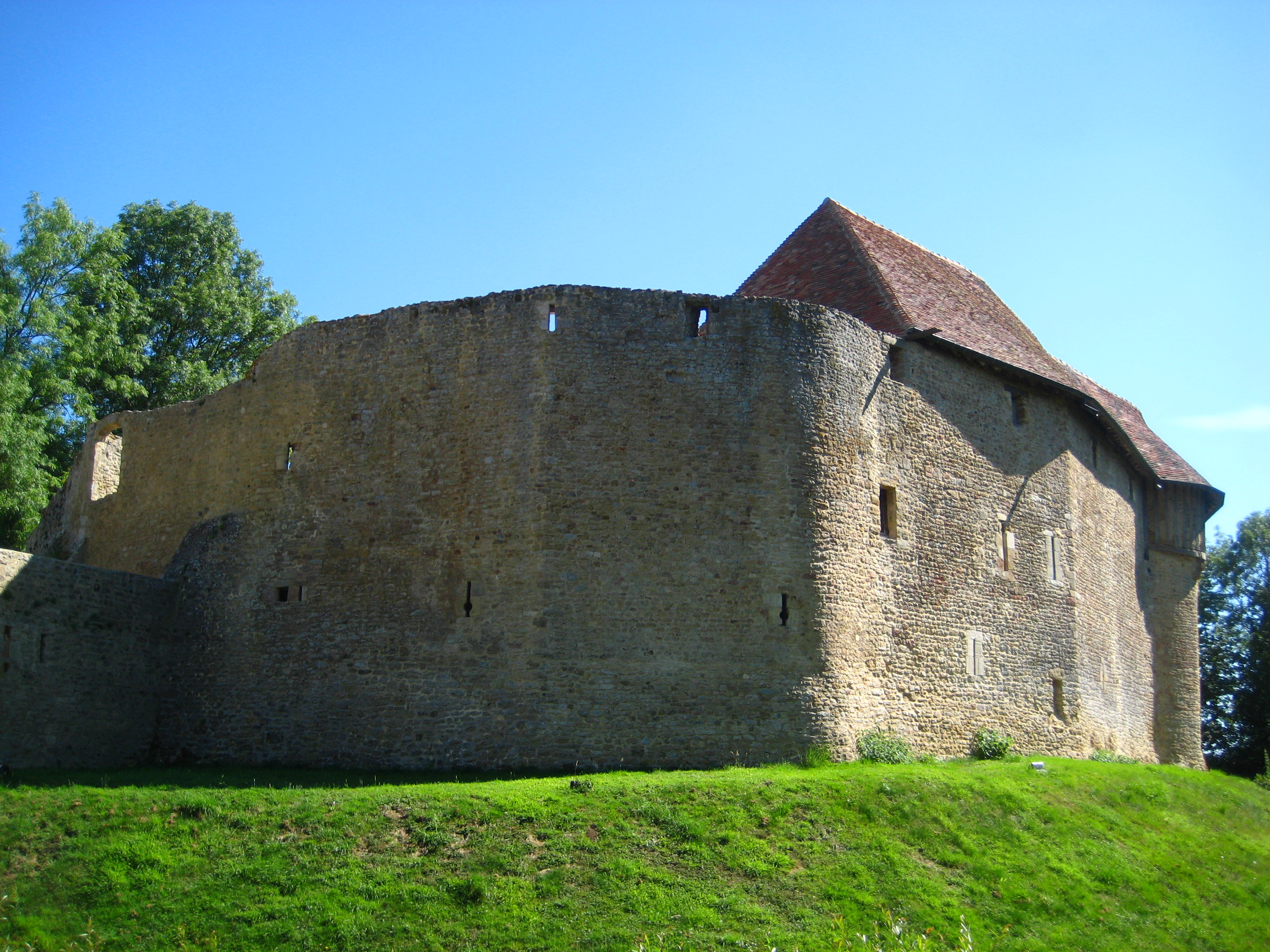
Le donjon.
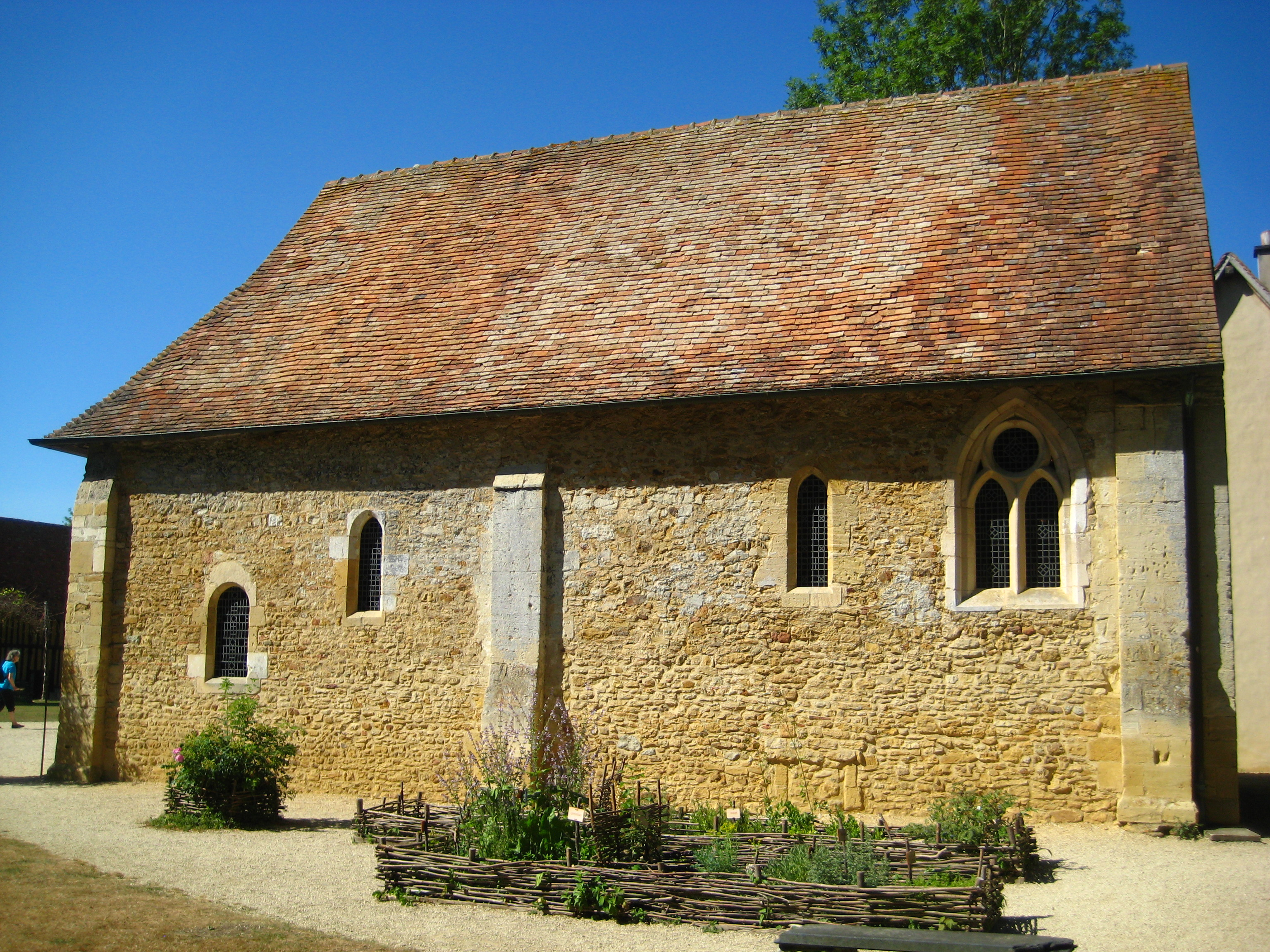
La chapelle.

## Protection
Au titre des monuments historiques :
- les façades et toitures sont inscrites par arrêté du 26 décembre 1928 ;
- la chapelle est inscrite par arrêté du 23 avril 1954.

L'emprise du château constitue un site naturel classé depuis 1943.